# Matt Cedeño
Pour les articles homonymes, voir Cedeño.
Matt Cedeño (né le 14 novembre 1973  à Moses Lake, dans l'État de Washington, États-Unis) est un acteur américain.

## Biographie
Il est connu pour des jours de Des jours et des vies, Romancing the Bride (2005). Matt Cedeño a été marié à Erica Franco depuis le 31 juillet 2009. Ils ont un enfant. Il a fait une petite apparition dans Desperate Housewives dans la saison 5.
Il a joué en 2013 dans Devious Maids dans le rôle d'Alejandro Rubio.

## Filmographie
- 1999-2005 : Des jours et des vies : Brandon Walker
- 2008 : Desperate Housewives : Umberto (saison 5 - 1 épisode)
- 2008 : Psych, enquêteur malgré lui : Jorge (saison 2 - 1 épisode)
- 2013-2014 : Devious Maids : Alejandro Rubio
- 2015 : Z Nation : Javier Vasquez
- 2016 : The Originals : Gaspar Cortez
- 2018 : Coaching mortel (Blood, Sweat, and Lies) de Lane Shefter Bishop : Adam
- 2023 : Bonjour l'esprit de Noël ! de Mary Lambert  : Valentino